# Варси
Варси (итал. Varsi) је насеље у Италији у округу Парма, региону Емилија-Ромања.
Према процени из 2011. у насељу је живело 492 становника. Насеље се налази на надморској висини од 449 м.

## Становништво
| 1951. | 1961. | 1971. | 1981. | 1991. | 2001. | 2011. |
| ----- | ----- | ----- | ----- | ----- | ----- | ----- |
| 4.495 | 3.898 | 2.659 | 2.271 | 1.957 | 1.520 | 1.281 |